# Ljudi zmije
Ljudi zmije, izmišljena rasa i zla vojska zmijolikih humanoida koja je u dalekoj prošlosti terorizirala planet Eterniju i druge dijelove galaksije, a čine sastavni dio Mattelove franšize Gospodari svemira. Stvoreni su u zadnjoj fazi izdavanja originalne linije akcijskih figura te nisu bili sastavni dio Filmationove animirane serije He-Man i Gospodari svemira. Zbog činjenice da su uvedeni kasno u priču i njen kanon, pušteno je samo pet figura u prodaju prije raspuštanja originalne linije. Iz istog razloga postoji nekoliko nedosljednosti što se tiče njihove priče koje su uočljive u animiranom filmu He-Man i She-Ra: Tajna mača (1985.).
Vođa Ljudi zmija je nemilosrdni i moćni Kralj Hiss, poznat i kao Kralj Hsss u animiranoj inačici iz 2002. godine, koji predvodi nezaustavljivu i neustrašivu armiju s ciljem osvajanja čitave Eternije i drugih svjetova. Nakon što ih je, na nagovor Kobra Khana, Skeletor oslobodio iz Praznine u koju ih je zatvorilo Vijeće staraca, King Hiss i Skeletor su stvorili krhko savezništvo s ciljem borbe protiv Herojskih ratnika, osvajanja Eternije i stjecanja tajnih moći dvorca Siva Lubanja.

## Najpoznatiji Ljudi zmije
- Kralj Hiss (Kralj Hsss) - vođa legendarnih i drevnih Ljudi zmija, zli zmijolikih ratnika koji su u prošlosti terorizirali Eterniju. Posjeduje sposobnost presvlaćenja svoje humanoidne kože prilikom čega se preobražava u gornjem dijelu tijela u zmijoliko stvorenje s jednom središnjom i više zmijskih glava koje djeluju koordinirano. Moćan je čarobnjak i ima potpunu odanost svojih vojnika. Beskrupulozan je i nemilosrdan te ne preza ni od čega da ostvari svoj cilj, osvajanje dvorca Sive Lubanje i cijele Eternije.
- Rattlor - zmijoliki ratnik koji može iznenadno istegnuti svoj vrat i njime oboriti protivnika. Snažan je i djeluje kao jedan od glavnih ratnika kralja Hissa.
- Tung Lashor - žabo-zmijoliki ratnik koji koristi svoj otrovan jezik kao oružje.
- Snake Face - Hissov ratnik koji poput Gorgone iz grčke mitologije može iskoristiti zmije koje iskaču iz njegovih očnih duplji, usta, vrata i prsiju da okameni svoje neprijatelje.
- Sssqueeze
- Kobra Khan - potomak Ljudi zmija, pripadnik Zlih ratnika i Skeletorov poslanik kod Ljudi zmija
- Lady Slither - vođa druge frakcije Ljudi zmija, njihove kraljice koja je došla na Eterniju sa svojim vojnicima
- Lord Gr'Asp
- Reptilax
- Fang-Or
- Terroar - izvanzemaljac sa sposobnostima asimiliranja. Pristupio je kao stranac Ljudima zmijama i preuzeo neke njihove fizičke karakteristike, ali i karakteristike drugih zlikovaca.
- Vypor - utjelovljenje Zmijske kule, jedne od tri drevne kule na Eterniji.
- Snake Trooper - hibrid između Ljudi zmija i Hordakovih robotskih pješaka.
- Blast Attak